# Konkatedra Matki Bożej Zwycięskiej w Warszawie

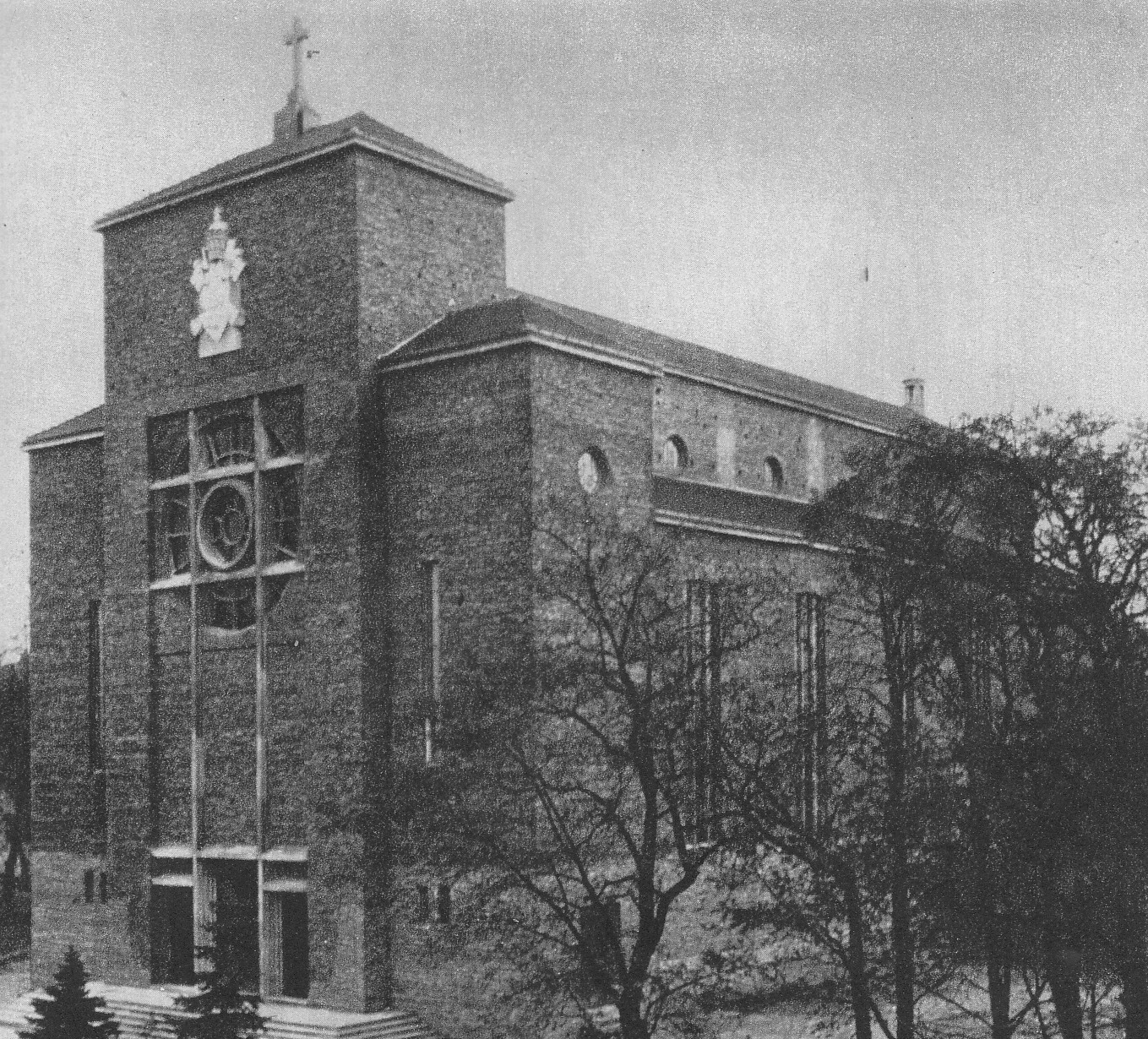
Kościół w okresie międzywojennym

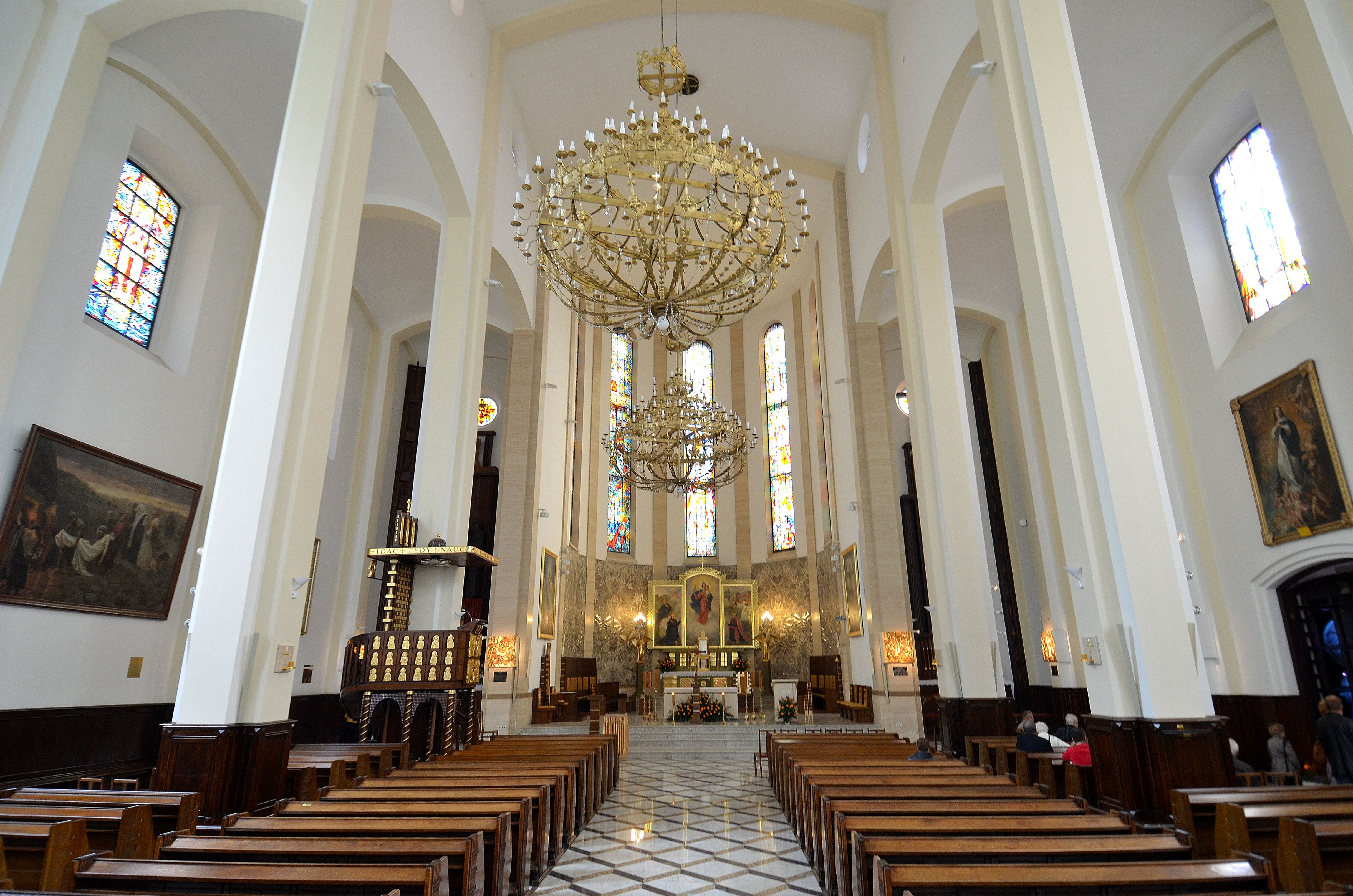
Wnętrze świątyni

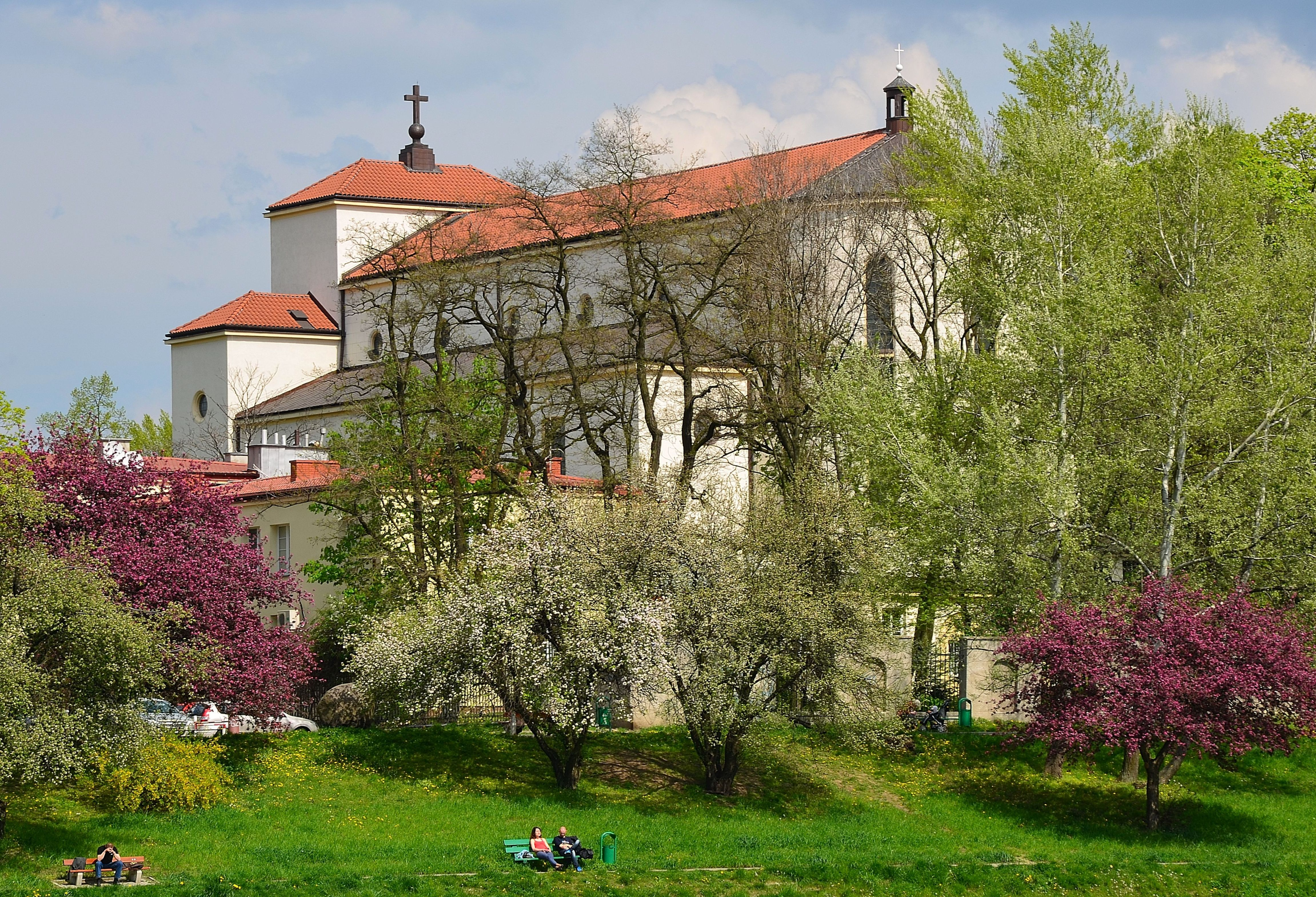
Świątynia od strony Jeziorka Kamionkowskiego

Konkatedra Matki Boskiej Zwycięskiej – kościół parafialny rzymskokatolickiej parafii Bożego Ciała, znajdujący się przy ulicy Grochowskiej 365 w dzielnicy Praga-Południe. Konkatedra diecezji warszawsko-praskiej. Sanktuarium Matki Bożej Zwycięskiej – patronki diecezji.

## Historia
Kościół Matki Boskiej Zwycięskiej został zbudowany w pobliżu dawnego pola elekcyjnego, w miejscu, gdzie do XVIII wieku stał najstarszy kościół na Pradze, a później kaplica cmentarna, od 1917 pełniąca rolę kościoła parafialnego.
Świątynię wzniesiono według projektu Konstantego Jakimowicza w latach 1929–1931 w stylu modernistycznym z elementami architektury romańskiej i gotyckiej jako wotum za zwycięstwo w Bitwie Warszawskiej 1920 roku. Budowa nigdy nie została ukończona w zamierzonej formie. Nie wzniesiono bowiem zaprojektowanej przez architekta wysokiej dzwonnicy oraz krużganka mającego połączyć kościół i plebanię.
W 1979 roku kościół został wpisany do rejestru zabytków. 
Od 1992 roku świątynia jest konkatedrą diecezji warszawsko-praskiej.
17 października 2004 roku odbył się ingres do konkatedry kamionkowskiej Abp Sławoja Leszka Głódzia oraz koronacja znajdującego się w wielkim ołtarzu obrazu Matki Bożej Zwycięskiej, Patronki świątyni i diecezji. Aktu koronacyjnego dopełnił Abp Sławoj Leszek Głódź w asyście Bpa Kazimierza Romaniuka i Bpa Stanisława Kędziory.
W 2025 spłonęła drewniana dzwonnica z 1817 roku znajdująca się przy świątyni.

## Opis
Kościół został wzniesiony w układzie bazylikowym. Posiada trójdzielną fasadę, której część środkowa jest dodatkowo ryzalitowana i ozdobiona strunowym laskowaniem, tworzącym formę krzyża łacińskiego. Ponad krzyżem widnieje herb Piusa XI, który przed wyborem na papieża był nuncjuszem apostolskim w Polsce.
Elewacje boczne świątyni zostały ozdobione wysokimi, boniowanymi cokołami, ponad którymi umieszczone są wysokie, zamknięte łukiem okna.
We wnętrzu kościoła znajdują się projektowane przez Józefa Trenarowskiego ołtarze i ambona, oraz niezwykle cenne w skali miasta zabytki malarstwa:
- XVII-wieczny obraz szkoły polskiej Święty Kazimierz
- trzy obrazy pędzla Adama Styki
- renesansowy tryptyk szkoły włoskiej z 1492 podarowany przez rodzinę Lubomirskich w 1933 przedstawiający zasiadającą na tronie Madonnę z Dzieciątkiem adorowaną przez Świętą Katarzynę ze Sieny, a w skrzydłach bocznych Świętego Wincentego z Ferrary oraz Świętego Ambrożego.

Na fasadzie kościoła umieszczono wiele tablic pamiątkowych m.in. upamiętniające pochowanych na cmentarzu Kamionkowskim, dwie wolne elekcje na terenie wsi Kamion oraz Romana Dmowskiego, który urodził się na Kamionku. Wśród nich znajduje się tablica z płaskorzeźbą przedstawiającą gen. broni Tadeusza Jordan-Rozwadowskiego, dowódcy obrony Lwowa w latach 1918–1919 i szefa Sztabu Generalnego WP podczas bitwy warszawskiej 1920 roku. Jest to jedyny pomnik gen. Rozwadowskiego w Polsce.

## Pomnik katyński
Przed kościołem znajduje się pomnik upamiętniający ofiary zbrodni katyńskiej zamordowane wiosną 1940 roku przez radziecką policję polityczną NKWD. Autorami monumentu, którego głównym elementem jest granitowy krzyż, są artyści rzeźbiarze Adam Myjak i Janusz Pastwa; na pomniku znajduje się napis: Żołnierzom polskim spoczywającym w ziemi katyńskiej.
Pomnik ten powstał w pierwszej połowie lat 80. XX wieku i pierwotnie miał stanąć w Dolince Katyńskiej na Cmentarzu Wojskowym na Powązkach, lecz władze PRL zażądały od artystów zmiany napisu na fałszywy, przypisujący sprawstwo zbrodni katyńskiej Niemcom. Adam Myjak i Janusz Pastwa nie wyrazili na to zgody i stworzony przez nich monument został wywieziony z Dolinki Katyńskiej i umieszczony na kilka lat w magazynach cmentarza Powązkowskiego. W 1995 roku pomnik ustawiono przed kościołem na Kamionku z inicjatywy Stefana Melaka. W wyniku skomplikowanej historii monumentu, w swojej obecnej formie jest on niepełny, pozbawiony części elementów zawartych w pierwotnym projekcie autorów.

## Inne informacje
- Wieloletnim proboszczem parafii na Kamionku był biskup Zbigniew Józef Kraszewski.
- Istniejąca przy konkatedrze parafia i cmentarz Kamionkowski są jednymi z najstarszych w Polsce. Parafia na Kamionku została założona prawdopodobnie w XII wieku, cmentarz przykościelny istnieje od XIII lub XIV wieku.
- Na przykatedralnym cmentarzu pochowani są powstańcy i obrońcy Warszawy, ofiary bitwy ze Szwedami (1656), Rzezi Pragi (1794) i Bitwy pod Olszynką Grochowską (1831). Spoczywają tutaj m.in. gen. Jakub Jasiński i gen. Tadeusz Korsak.
- Do sierpnia 2018 na ogrodzeniu terenu kościoła znajdowały się ceramiczne stacje drogi różańcowej, umieszczone tam podczas rearanżacji cmentarza w połowie lat. 70. XX wieku. Zlikwidowano je w związku z remontem ogrodzenia[8].